# Base aérea de Thule

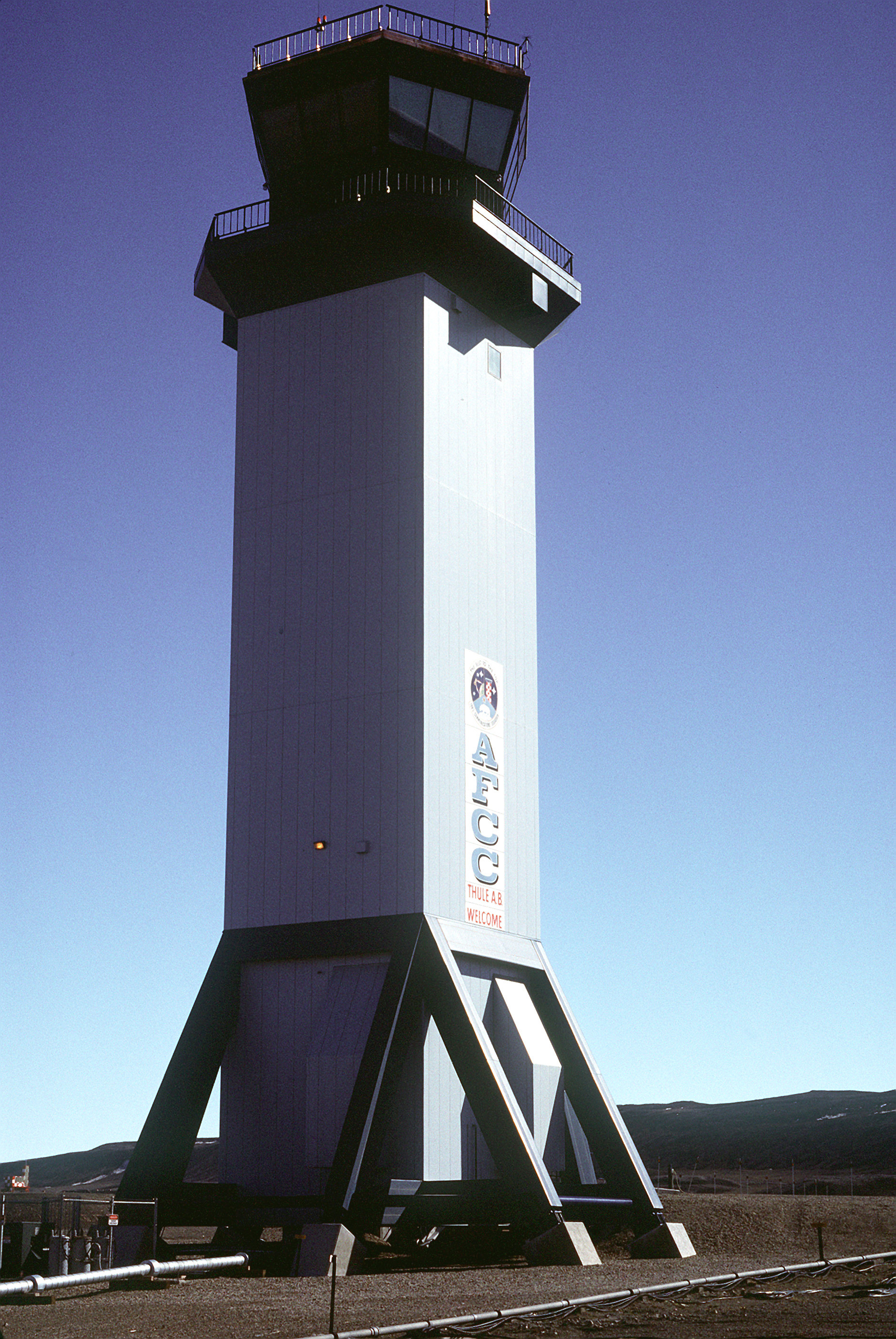
Torre de Control de la Base aérea de Thule, 1989.

La base aérea de Thule, también llamada Aeropuerto de Pituffik (IATA: THU, ICAO: BGTL), es un enclave no incorporado dentro del municipio de Qaanaaq (Groenlandia, Reino de Dinamarca), que es la base militar más septentrional de la Fuerza aérea de los Estados Unidos. Se localiza al noroeste de la isla, a 1118 km al norte del círculo polar ártico, 1524 km al sur del polo norte, y a 885 km al este del polo magnético norte. 

## Historia
Las instalaciones militares en Thule fueron construidas durante la Segunda Guerra Mundial, cuando en 1941 los Estados Unidos deciden levantar una base para mantener a Groenlandia libre de la ocupación alemana de Dinamarca. Hacia 1951 se completó la infraestructura que permitía estacionar algunos bombarderos, cuando el clima político de la Guerra Fría hacía previsible un conflicto con la Unión Soviética. Durante el invierno de 1956-57 tres KC-97 y uno de los dos RB-47H de la base realizaron alternativamente misiones secretas de inspección de las defensas soviéticas. 
En 1961, fue construido un radar del Sistema de Alerta Temprana de Misil Balístico (BMEWS) en un sitio denominado "J-Site", 13 millas al noreste de la base principal. El BMEWS fue desarrollado por la Corporación Raytheon para proporcionar a Estados Unidos una alerta temprana sobre un posible ataque de misiles transpolar desde la Rusia continental o misiles lanzados desde submarinos en los océanos Ártico y Atlántico norte con destino al territorio continental de EE. UU. En ese momento, Thule contaba con una población de unos 10 000 habitantes. Sin embargo, ya a partir de julio de 1965, hubo un reducción general de las actividades en Thule. La unidad de base anfitrión fue desactivada. Para enero de 1968, la población de Thule descendió hasta los 3370 habitantes.
También en 1968, el 21 de enero, sucedió un fuerte incidente que involucró a un B-52 estadounidense que transportaba 4 bombas nucleares de hidrógeno como parte de la Operación Chrome Dome. Mientras el avión volaba sobre la bahía de Baffin, al sur de la base, se detectó fuego en su cabina y antes de que pudiera realizar un aterrizaje de emergencia en la base de Thule, los miembros de la tripulación se vieron obligados a abandonar la aeronave, seis de ellos se eyectaron con seguridad pero otro tripulante, sin asiento eyector, murió al intentar salir del avión. El avión se estrelló en las aguas congeladas de la bahía que limita con la base aérea con lo que la carga se esparció por el terreno, causando contaminación radioactiva. Tanto el gobierno estadounidense como el danés lanzaron una operación de limpieza y recuperación, pero parte de una de las armas nucleares nunca fue recuperada. Esto significó el fin de la Operación Chrome Dome. La revista Time en marzo de 2009 clasificó el evento como uno de los peores desastres nucleares.
Thule llegó a ser una base de control aéreo de la Fuerza aérea estadounidense en 1982.

## Actualidad

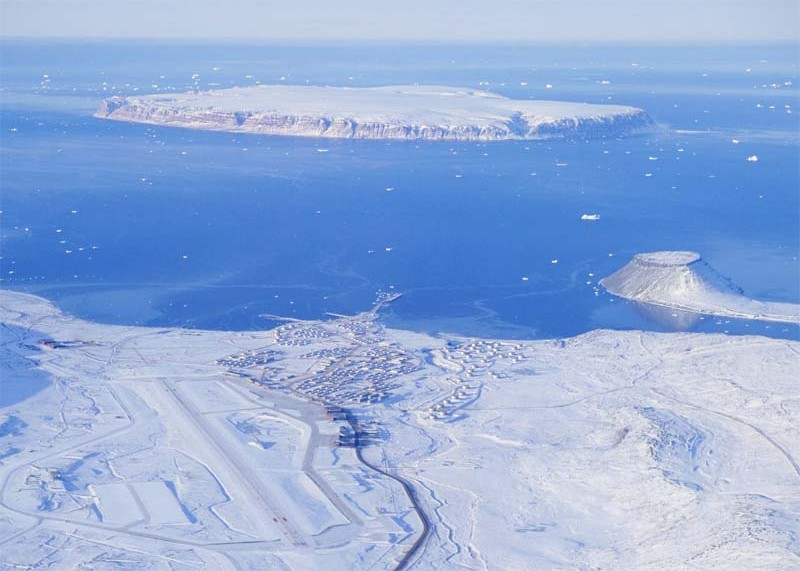
Vista aérea de la Base aérea de Thule.

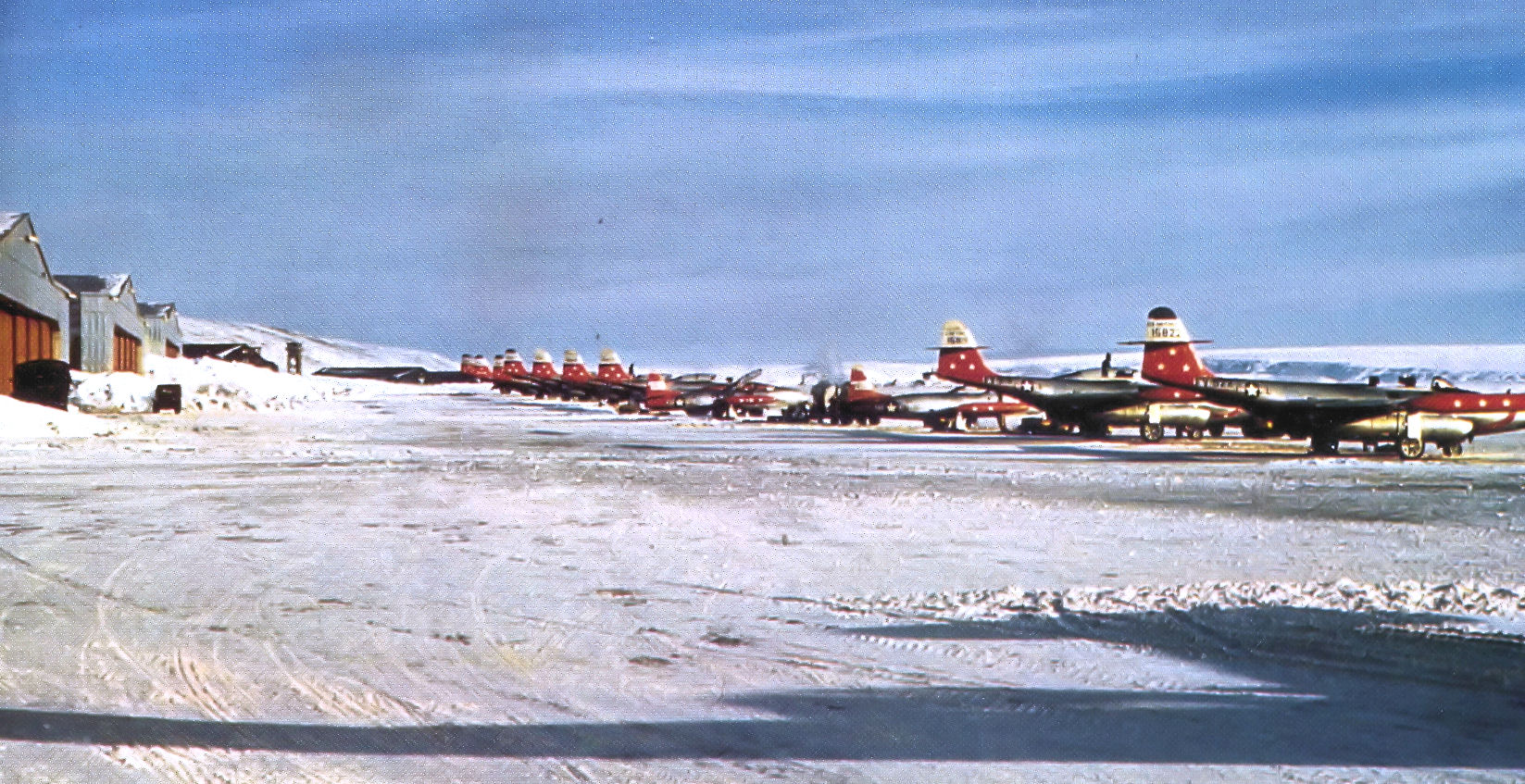
Aviones caza F-89 en la base, 1955.

Hoy es una base militar, cuartel del 821st Air Base Group, con responsabilidades de apoyo en la Base aérea dentro del Área de Defensa de Thule. La base hospeda al Duodécimo Escuadrón de Alerta Espacial, parte del Sistema de Alerta Temprana de Misiles Balísticos (BMEWS) diseñado para detectar y rastrear misiles balísticos intercontinentales (ICBM) lanzados contra Norteamérica. Thule también alberga al Tercer Destacamento del 22 Escuadrón de Operaciones Espaciales, parte del 50th Space Wing, una red global de control de satélites y muchos nuevos sistemas de armas. Además, el moderno aeródromo ostenta una excelente pista de aterrizaje de 10 000 pies (3000 Metros) desde la que se efectúan 2600 vuelos anuales hacia los EE. UU. y otros países del mundo.
Thule, Groenlandia, es también el lugar donde fue medida la velocidad del viento más rápida sobre la superficie del nivel del mar en el mundo. El 8 de marzo de 1972 se registró una velocidad máxima de 333 km/h (207 mph). Es preciso señalar que Thule es la única Base aérea con un remolcador asignado. El remolcador es utilizado para mover icebergs que aparezcan en la costa y que puedan intervenir con la trayectoria de vuelo de vuelos entrantes y salientes. El remolcador también es utilizado diariamente para hacer turismo de observación en la Bahía de Northstar durante los meses del verano.

## Aerolíneas y destinos

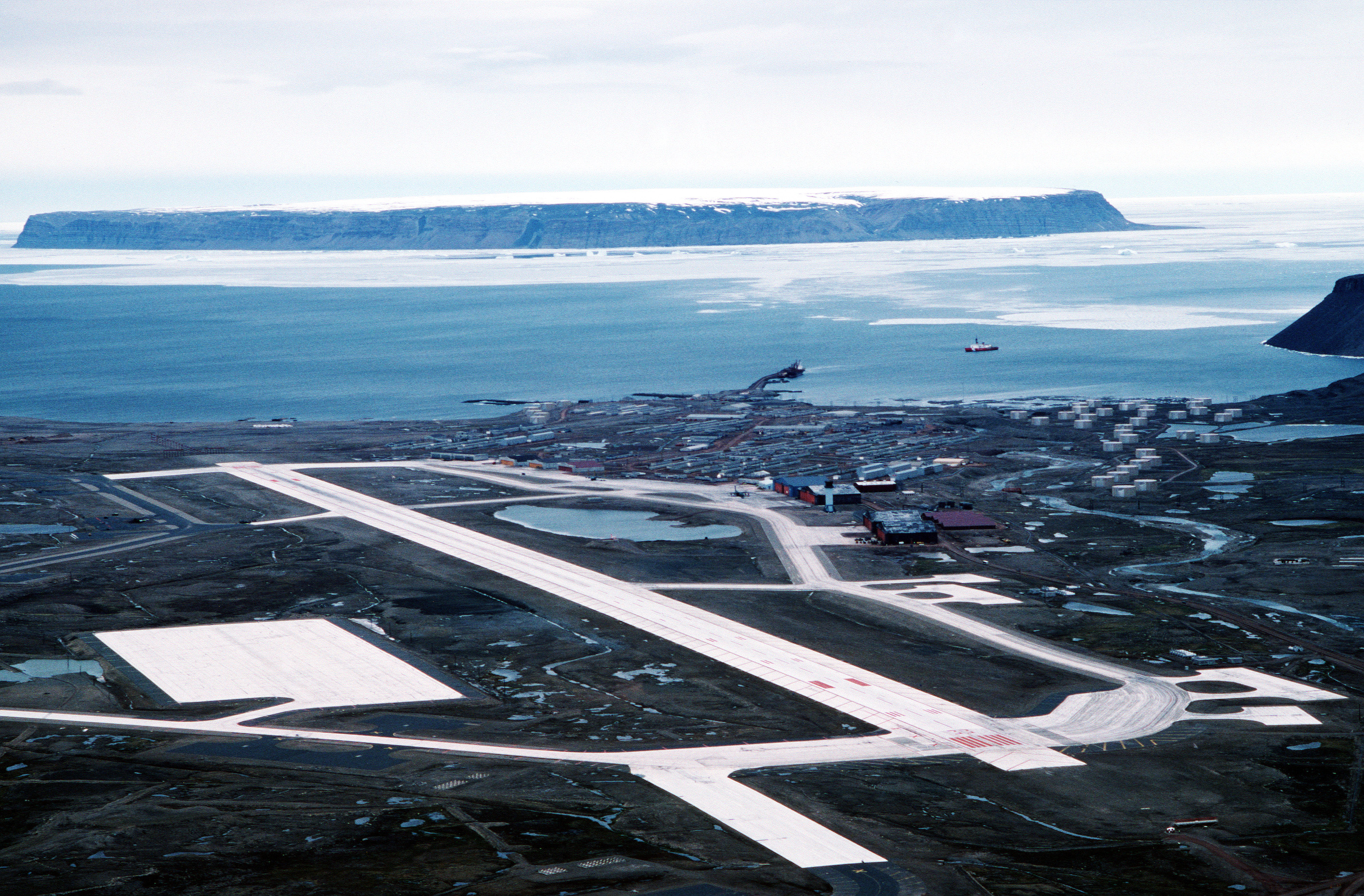
Vista de la base aérea de Thule

| Aerolíneas    | Destinos                                                         |
| ------------- | ---------------------------------------------------------------- |
| Air Greenland | Moriusaq, Qaanaaq, Savissivik Chárter: Copenhague, Kangerlussuaq |